# Vũ Thắng Lợi
Vũ Thắng Lợi (sinh ngày 13 tháng 3 năm 1985) là ca sĩ dòng nhạc đỏ và thính phòng Việt Nam, được phong tặng danh hiệu Nghệ sĩ ưu tú năm 2023. Hiện anh là ca sĩ của Đoàn Văn công Quân khu 2, Quân đội nhân dân Việt Nam.

## Cuộc đời và sự nghiệp
Cho dù gia đình không có ai làm nghệ thuật và cũng không có điều kiện theo học thanh nhạc, nhưng Vũ Thắng Lợi lại nhận được sự ủng hộ rất lớn từ bạn bè và các nghệ sĩ thính phòng như NSƯT Dương Minh Đức, nghệ sĩ Thanh Hoa hay nhạc sĩ Xuân Thủy. Tốt nghiệp hệ Cao đẳng của Đại học Văn hoá Nghệ thuật Quân đội, Vũ Thắng Lợi đã giành hàng loạt giải thưởng lớn nhỏ khi bắt đầu sự nghiệp ca hát, có thể kể tới Giải nhất liên hoan Giọng hát hay Hà Nội năm 2008, Giải ba cuộc thi Tiếng hát mùa thu và Giải Người thể hiện hay nhất ca khúc về Hà Nội năm 2008. Năm 2009, anh tham gia cuộc thi Liên hoan tiếng hát truyền hình toàn quốc Sao Mai, nhưng chỉ lọt được tới vòng sơ loại khu vực phía Bắc.
Hai năm sau, anh thậm chí chỉ về nhì vòng sơ loại cuộc thi Sao Mai 2011 ở địa phương. Nhận lời mời từ lãnh đạo tỉnh Quảng Ngãi, Vũ Thắng Lợi trở thành đại diện duy nhất cho tỉnh Quảng Ngãi tham dự cuộc thi toàn quốc. Tại đây, anh đã bất ngờ giành ngôi Á quân dòng nhạc thính phòng khi trình bày dòng nhạc đỏ với nhiều hòa âm hiện đại của pop acoustic. 
Thành công tại Sao Mai 2011 đã giúp Vũ Thắng Lợi ngay lập tức có mặt tại các chương trình và buổi trình diễn truyền hình. Sau 2 năm được kèm cặp bởi các giọng ca lớn trong dòng nhạc của mình, anh cũng đã gây được nhiều chú ý với việc xuất hiện tại 2 chương trình In the Spotlight số 7 mang chủ đề “Người Hà Nội” vào tháng 7 năm 2013 và số 8 với chủ đề “Giai điệu Tổ quốc” vào tháng 12 cùng năm. Đó cũng là lần đầu tiên anh thực sự được thử sức bên cạnh những tên tuổi lớn của làng nhạc thính phòng: "In the Spotlight chính là bước đệm quan trọng đánh dấu sự trưởng thành trong sự nghiệp âm nhạc của tôi... Điều quan trọng là mình phải biết nắm bắt cơ hội.". Chất giọng tốt của Vũ Thắng Lợi nhận được đánh giá tích cực từ nhiều nhạc sĩ, ngoài ra còn có từ ca sĩ Đức Tuấn và đặc biệt anh trở thành cặp song ca nhạc đỏ nổi tiếng với ca sĩ Uyên Linh.
Thành công liên tiếp giúp Vũ Thắng Lợi thu âm và ra mắt album đầu tay Tình ca vào tháng 3 năm 2014, trình diễn nhạc đỏ theo phong cách pop acoustic mới mẻ. Album được sản xuất bởi Công ty Mỹ Thanh, bao gồm 8 ca khúc nổi tiếng của dòng nhạc đỏ, cùng một bài hát "Xanh bạc mái đầu" trong phim “Áo lụa Hà Đông” sáng tác bởi nhạc sĩ Đức Trí. Phần âm nhạc của album có sự tham gia của ban nhạc Anh Em, dàn nhạc dây, nhóm bè VK, dàn kèn Big K, cùng nhiều nghệ sĩ khác. Nhạc sĩ Hồng Kiên là người trực tiếp hòa âm còn nhạc sĩ Anh Quân là người trực tiếp chỉnh âm cho album tại Anh Em Studio. Báo Hà Nội Mới đánh giá cao album "nhẹ nhõm, gần gũi, mới mẻ và đầy hấp dẫn" chính nhờ kỹ thuật và những trải nghiệm của chính cá nhân ca sĩ sau 2 năm lên sân khấu. Trần Thanh Tùng, Giám đốc công ty Mỹ Thanh, hài lòng với sản phẩm này: "Xuất phát từ nhu cầu của nhiều khán giả trong việc muốn nghe lại những ca khúc trong In the Spotlight, chúng tôi nảy ra ý tưởng cho ra đời CD đầu tiên này... Những bản phối khí đặc sắc do nhạc sĩ Hồng Kiên thực hiện... là những bản phối vừa hiện đại, mới mẻ, vừa giữ nguyên được vẻ đẹp hào hùng cho bài hát.". Một liveshow ra mắt album được thực hiện sau đó vào ngày 5 tháng 4 tại Hà Nội.
Tới tháng 3 năm 2015, Vũ Thắng Lợi được có tên trong đề cử Giải thưởng Âm nhạc Cống hiến cho "Nghệ sĩ mới của năm" với lời tựa "ca sĩ nhạc đỏ nối tiếp Đăng Dương, Việt Hoàn, Trọng Tấn với lối hát đặc biệt khiến những bản hùng ca thêm phần sinh động, sâu lắng". Tại buổi lễ trao giải tối ngày 6 tháng 4 tại Thành phố Hồ Chí Minh, anh đã trình diễn ca khúc "Những ánh sao đêm" của nhạc sĩ Phan Huỳnh Điểu, tuy nhiên người giành giải thưởng "Nghệ sĩ mới của năm" là ca sĩ trẻ Nguyễn Trần Trung Quân.
Được nhạc sĩ Dương Thụ đánh giá "là giọng hát đầy kỹ thuật nhưng vẫn tình" và là một trong những ca sĩ đắt sô nhất dòng nhạc đỏ, Vũ Thắng Lợi lần đầu tiên được đề cử "Ca sĩ hát nhạc truyền thống cách mạng" tại giải Mai Vàng lần thứ 21 bên cạnh những tên tuổi lớn như Trọng Tấn, Thanh Thúy và Đức Tuấn vào cuối năm 2015. Nếu như đạo diễn Lê Thụy gọi phần hát "Những ánh sao đêm" của Vũ Thắng Lợi là "không có đối thủ" thì nhà báo Ngô Bá Lục đánh giá cao nhiệt huyết của anh "ca sĩ hiếm hoi dành phần lớn thời gian của bản thân để tập luyện và minh chứng là các sản phẩm âm nhạc của Lợi luôn rất hoàn hảo." NSƯT Thanh Thúy sau đó là người thắng cuộc tại đề cử này tại lễ trao giải tối ngày 22 tháng 1 năm 2016.
Cũng trong năm 2015, Vũ Thắng Lợi còn giành Huy chương Vàng Huy cuộc thi nghệ thuật ca múa nhạc chuyên nghiệp toàn quốc 2015 khi thể hiện ca khúc "Tướng quân Võ Nguyên Giáp" của nhạc sĩ Bùi Hoàng Yến. Anh xuất hiện đều đặn trên các chương trình truyền hình, có thể kể tới "Nghệ sĩ tháng 9" năm 2015 của VTV3, Giai điệu tự hào tháng 5 năm 2016, Con đường âm nhạc của VTV, "Bài ca đi cùng năm tháng" của Đài PT-TH Hà Nội năm 2022 và "Đàn chim Việt" của VTV1 năm 2023.
Sau khi tốt nghiệp Trường Đại học Văn hóa Nghệ thuật Quân đội, Vũ Thắng Lợi về công tác tại Đoàn Văn công Quân khu 2, Quân đội nhân dân Việt Nam. Năm 2020, Anh tốt nghiệp thạc sĩ ngành Biểu diễn Thanh nhạc của Học viện Âm nhạc Quốc gia Việt Nam.
Năm 2023, Vũ Thắng Lợi đã thực hiện live concert Quê hương với các ca sĩ khách mời Anh Thơ, Bùi Lê Mận, Nguyên Hà. Cũng trong năm này, anh được phong tặng danh hiệu Nghệ sĩ ưu tú.

## Sản phẩm âm nhạc

### Album phòng thu
- Tình ca (2014)
- Khát vọng (2020)
- Quê (2022)
- Hà Nội riêng tôi (2022)

### Live concert
- 03/12/2022: Hà Nội riêng tôi tại Cung Văn hóa Hữu nghị Việt - Xô.
- 22/12/2023: Quê hương tại Cung Văn hóa Hữu nghị Việt - Xô.

## Giải thưởng và đề cử
- 2008: Giải nhất liên hoan Giọng hát hay Hà Nội.
- 2008: Giải ba cuộc thi Tiếng hát mùa thu.
- 2008: Giải Người thể hiện hay nhất ca khúc về Hà Nội.
- 2011: Á quân dòng nhạc thính phòng cuộc thi Sao Mai.
- 2015: Huy chương Vàng cuộc thi Nghệ thuật ca múa nhạc chuyên nghiệp toàn quốc.
- Giải thưởng Cống hiến:

| Năm  | Giải thưởng           | Hạng mục               | Đề cử cho                 | Kết quả | Nguồn             |
| ---- | --------------------- | ---------------------- | ------------------------- | ------- | ----------------- |
| 2015 | Giải thưởng Cống hiến | "Nghệ sĩ mới của năm"  | Bản thân                  | Đề cử   | [ cần dẫn nguồn ] |
| 2019 | Giải thưởng Cống hiến | "Chương trình của năm" | Liveshow Khát vọng        | Đề cử   | [ cần dẫn nguồn ] |
| 2023 | Giải thưởng Cống hiến | "Chương trình của năm" | Liveshow Hà Nội riêng tôi | Đề cử   | [ cần dẫn nguồn ] |
| 2024 | Giải thưởng Cống hiến | "Nam ca sĩ của năm"    | Bản thân                  | Đề cử   | [ cần dẫn nguồn ] |

## Vinh danh
- Con đường âm nhạc do VTV thực hiện, tháng 8 năm 2022.[23][24]
- Nghệ sĩ ưu tú năm 2023.